# Cyphellopsis
Cyphellopsis is een geslacht van schimmels behorend tot de familie Niaceae. 

## Soorten
Volgens Index Fungorum bevat het geslacht twee soorten (peildatum december 2021):
| Soortnaam                  | Auteur(s)           | Publicatiejaar |
| -------------------------- | ------------------- | -------------- |
| Cyphellopsis changbaiensis | Y.L. Wei & W.M. Qin | 2009           |
| Cyphellopsis subglobispora | D.A. Reid           | 1961           |